# 프레디 바바
프레디 바바(Freddy Vava, 1982년 11월 25일 ~ )는 바누아투의 축구 선수이다.